# ルイーゼ・ファン・オラニエ＝ナッサウ
ルイーゼ・ファン・オラニエ＝ナッサウ（オランダ語: Louise van Oranje-Nassau, 1828年8月5日 - 1871年3月30日）は、オランダの王族。オランダ王子フレデリックの長女で、スウェーデン王カール15世（ノルウェー王カール4世）の王妃となった。全名はオランダ語でヴィルヘルミナ・フレデリカ・アレクサンドリーネ・アンナ・ルイーゼ（Wilhelmina Frederika Alexandrine Anna Louise）。スウェーデン語名はロヴィーサ・アヴ・ネーデレンデナ（Lovisa av Nederländerna, 全名: Vilhelmina Fredrika Alexandra Anna Lovisa）。

## 生涯
ルイーゼは1828年8月5日、フレデリックとその妃であったプロイセン国王フリードリヒ・ヴィルヘルム3世の王女ルイーゼの間に第1子としてハーグで生まれた。
1850年6月19日にルイーゼはスウェーデン＝ノルウェー王太子カールとストックホルムで結婚し、1859年に夫が即位すると王妃となった。しかし、カールは女性好きであったため、夫婦仲はよくなかったようである。
ルイーゼは母の葬儀のためオランダへ行った帰りに肺炎に罹り、帰国後の1871年3月30日にストックホルムで死去した。墓所はストックホルムにある。

## 子女
夫であるカール15世との間には以下の1男1女をもうけた。唯一の男子であったセーデルマンランド公爵カールが早世したため、1872年にカール15世が没するとその弟であるオスカル2世が王位を嗣いだ。
- ロヴィーサ（1851年 - 1926年） - デンマーク王フレゼリク8世妃
- カール・オスカル（1852年 - 1854年） - セーデルマンランド公爵